# ابيلاردو فرنانديز
ابيلاردو فرنانديز (بالإسبانية: Abelardo Fernández) مواليد 19 أبريل 1970 في خيخون، هو لاعب كرة قدم إسباني دولي سابق كان يلعب كمدافع. سبق له أن لعب في كأس العالم لكرة القدم مع منتخب بلاده. فاز بميدالية أوليمبية في مسابقة كرة القدم. لعب خلال مسيرته 385 مباراة سجل خلالها 24 هدفاً.

## مرحلة الشباب

### أندية لعب لها
- ريال سبورتينغ خيخون

## المسيرة الاحترافية

### أندية لعب لها
- ريال سبورتينغ خيخون
- نادي برشلونة
- ألافيس

## روابط خارجية
- ابيلاردو فرنانديز على موقع الاتحاد الدولي (مؤرشف)  (الإنجليزية)
- ابيلاردو فرنانديز على موقع قاعدة بيانات كرة القدم.إي يو (الإنجليزية)
- ابيلاردو فرنانديز على موقع ناشيونال فوتبول تيمز (الإنجليزية)
- ابيلاردو فرنانديز على موقع عالم كرة القدم.نت (الإنجليزية)
- ابيلاردو فرنانديز على موقع أوليمبيديا (الإنجليزية)